# Quần thể di tích Cố đô Huế
Quần thể di tích Cố đô Huế hay Quần thể kiến trúc cố đô Huế là những di tích lịch sử - văn hóa do triều Nguyễn chủ trương xây dựng trong khoảng thời gian từ đầu thế kỷ 19 đến nửa đầu thế kỷ 20 trên địa bàn kinh đô Huế xưa; nay thuộc phạm vi thành phố Huế, Việt Nam. Phần lớn các di tích này nay thuộc sự quản lý của Trung tâm Bảo tồn Di tích Cố đô Huế và được UNESCO công nhận là Di sản Văn hoá Thế giới vào ngày 11 tháng 12 năm 1993. Hiện tại, cố đô Huế đã được thủ tướng chính phủ Việt Nam đưa vào danh sách xếp hạng 130 di tích quốc gia đặc biệt quan trọng. Quần thể di tích Cố đô Huế có thể phân chia thành các cụm công trình gồm các cụm công trình ngoài Kinh thành Huế và trong kinh thành Huế.

## Di sản văn hóa thế giới Cố đô Huế

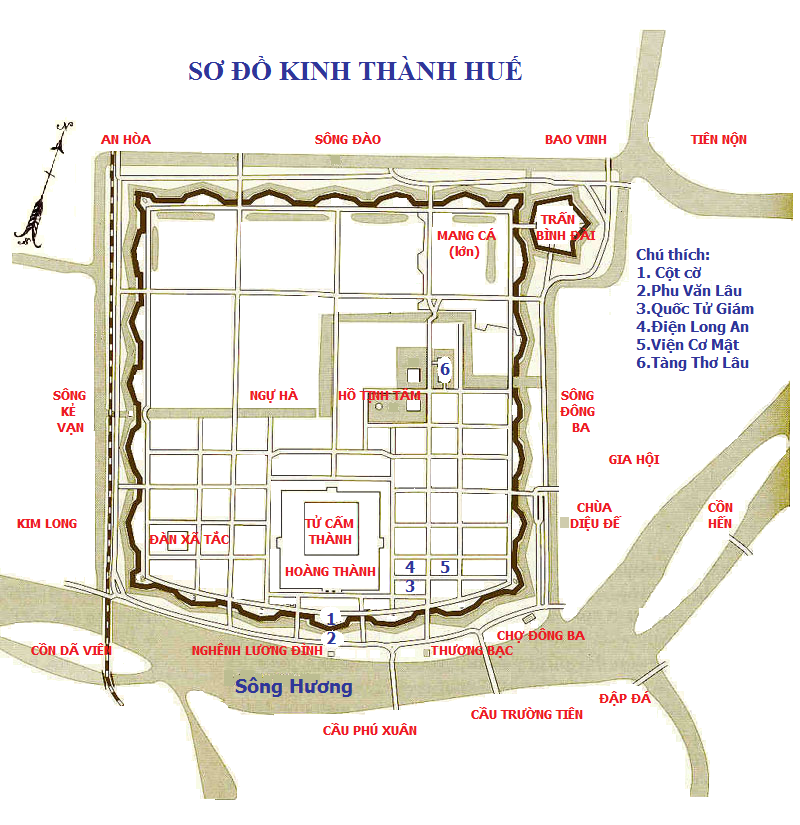
Bản đồ kinh thành và một số di tích

### Kinh thành Huế
Kinh thành Huế được vua Gia Long tiến hành khảo sát từ năm 1803 và khởi công xây dựng từ 1805, hoàn chỉnh vào năm 1832 dưới triều vua Minh Mạng.
Các di tích trong kinh thành gồm:
Kỳ Đài

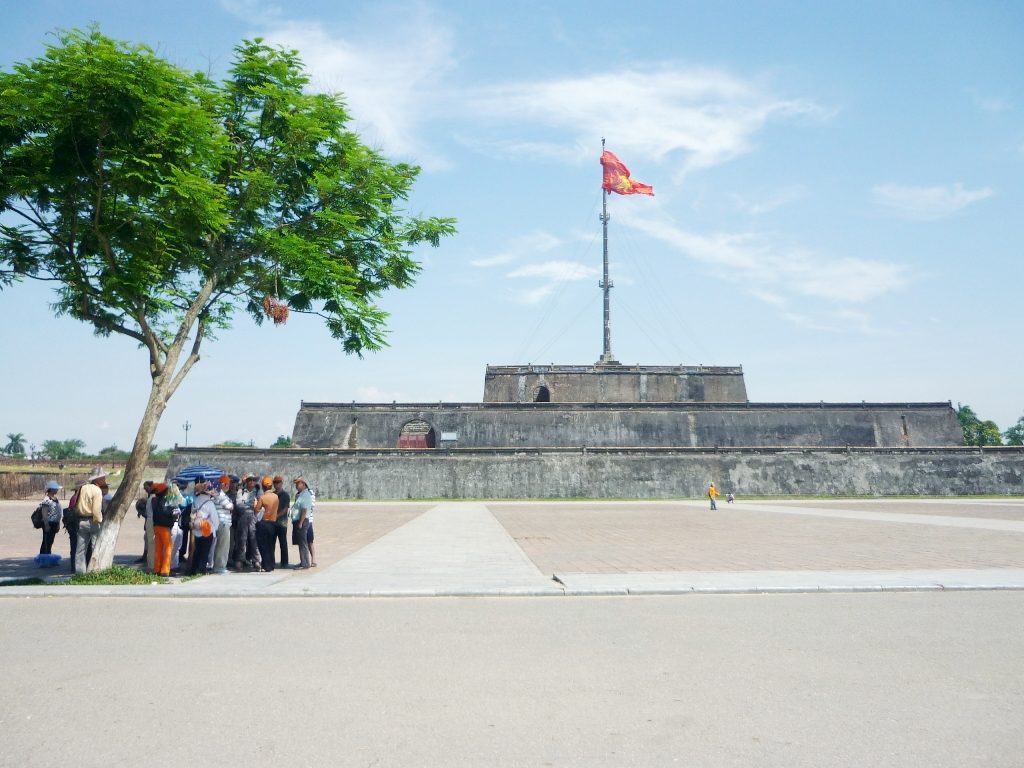
Kỳ Đài Huế

Còn gọi là Cột cờ, nằm chính giữa mặt nam của kinh thành Huế thuộc phạm vi pháo đài Nam Chánh cũng là nơi treo cờ của triều đình. Kỳ Đài được xây dựng vào năm Gia Long thứ 6 (1807), cùng thời gian xây dựng kinh thành Huế. Đến thời Minh Mạng, Kỳ Đài được tu sửa vào các năm 1829, 1831 và 1840. Trong lịch sử, kỳ đài thường là nơi đánh dấu các sự kiện quan trọng và sự thay đổi thể chế chính quyền ở Huế.
Trường Quốc Tử Giám
Năm 1803 vua Gia Long xây dựng Đốc Học Đường tại địa phận An Ninh Thượng, huyện Hương Trà, cách kinh thành Huế chừng 5 km về phía Tây, trường nằm cạnh Văn Miếu và mặt hướng ra sông Hương. Đây được xem là trường quốc học đầu tiên được xây dựng dưới triều Nguyễn. Đến năm 1908 thời vua Duy Tân, Quốc Tử Giám được dời vào bên trong Kinh thành, bên ngoài, phía Đông Nam Hoàng thành (tức vị trí hiện nay).
Điện Long An
Điện được xây dựng vào năm 1845 thời vua Thiệu Trị với tên gọi là Điện Long An trong cung Bảo Định, phường Tây Lộc (Huế) làm nơi nghỉ của vua sau khi tiến hành lễ Tịch điền (cày ruộng) mỗi đầu xuân. Đây cũng là nơi vua Thiệu Trị thường hay lui tới, nghỉ ngơi, đọc sách, làm thơ và ngâm vịnh.
Bảo tàng Mỹ thuật Cung đình Huế
Tại số 3 Lê Trực, Huế. Tòa nhà chính của viện bảo tàng chính là điện Long An xây năm 1845 dưới thời vua Thiệu Trị. Hiện bảo tàng trưng bày hơn 300 hiện vật bằng vàng, sành, sứ, pháp lam Huế, ngự y ngự dụng và trang phục của hoàng thất nhà Nguyễn. Bảo tàng Mỹ thuật Cung đình Huế giúp người tham quan một cái nhìn tổng thể về cuộc sống cung đình Huế.
Đình Phú Xuân
Đình Phú Xuân được xây dựng nửa đầu thế kỷ XIX ở tổng Phú Xuân, huyện Hương Trà, tỉnh Thừa Thiên Huế (nay thuộc phường Tây Lộc, thành phố Huế, cách trung tâm thành phố 2 km về phía bắc).
Hồ Tịnh Tâm
Hồ Tịnh Tâm là một di tích cảnh quan được kiến tạo dưới triều Nguyễn. Trước đây, hồ nguyên là vết tích của đoạn sông Kim Long chảy qua Huế. Đầu thời Gia Long, triều đình cho cải tạo một số đoạn sông và khơi dòng theo hướng khác để tạo thành Ngự Hà và hồ Ký Tế. Hai bãi nổi trong hồ này được dùng làm nơi xây dựng kho chứa thuốc súng và diêm tiêu. Năm Minh Mạng thứ 3 (1822), triều Nguyễn đã huy động tới 8000 binh lính tham gia vào việc cải tạo hồ. Năm 1838, vua Minh Mạng cho di dời hai kho sang phía đông, tái thiết nơi này thành chốn tiêu dao, giải trí và gọi là hồ Tịnh Tâm. Dưới thời vua Thiệu Trị đây được xem là một trong 20 cảnh đẹp đất Thần Kinh.
Tàng thư lâu
Tàng thư lâu là được xây dựng năm 1825 trên hồ Học Hải trong kinh thành Huế, dùng làm nơi lưu các công văn cũ của cơ quan và lục bộ triều đình nhà Nguyễn. Đây có thể coi là một Tàng Kinh Các của Việt Nam dưới triều Nguyễn lưu trữ các tài liệu văn bản quý hiếm liên quan đến sinh hoạt của triều đình và biến đổi của đất nước. Chỉ riêng số địa bạ thời Gia Long và Minh Mạng lưu trữ ở đây đã lên đến 12.000 tập. Có thể nói Tàng thư lâu rất quan trọng trong việc chứa các tài liệu và địa bạ, giấy tờ quan trọng lúc bấy giờ.
Viện Cơ Mật - Tam Tòa
Là cơ quan tư vấn của nhà vua gồm bốn vị đại thần từ Tam phẩm trở lên, là Đại học sĩ của các điện Đông Các, Văn Minh, Võ Hiển và Cần Chánh. Viện lúc đầu đặt ở nhà Tả Vu. Sau khi kinh đô thất thủ năm 1885 phải dời đi đến nhà của bộ Lễ, rồi bộ Binh, và cuối cùng là về chùa Giác Hoàng vùng với toà Giám Sát (của người Pháp) và Trực Phòng các bộ nên gọi là Tam Toà. Hiện nay Tam Tòa nằm ở địa chỉ 23 Tống Duy Tân, thuộc phường Thuận Thành, ở góc Đông-Nam bên trong kinh thành Huế, hiện là trụ sở của Trung tâm Bảo tồn Di tích Cố đô Huế.
Đàn Xã Tắc
Cửu vị thần công
Cửu vị thần công là tên gọi 9 khẩu thần công được các nghệ nhân Huế đúc dưới thời vua Gia Long. Sau khi đánh bại nhà Tây Sơn, khi lên ngôi, vua Gia Long liền cho các nghệ nhân đương thời tập trung tất cả chiến lợi phẩm là binh khí và vật dụng bằng đồng để đúc thành 9 khẩu thần công làm vật chứng cho chiến thắng vẻ vang của mình. Công việc đúc chính thức từ năm 1803 và hoàn thành vào năm 1804.

### Hoàng thành Huế

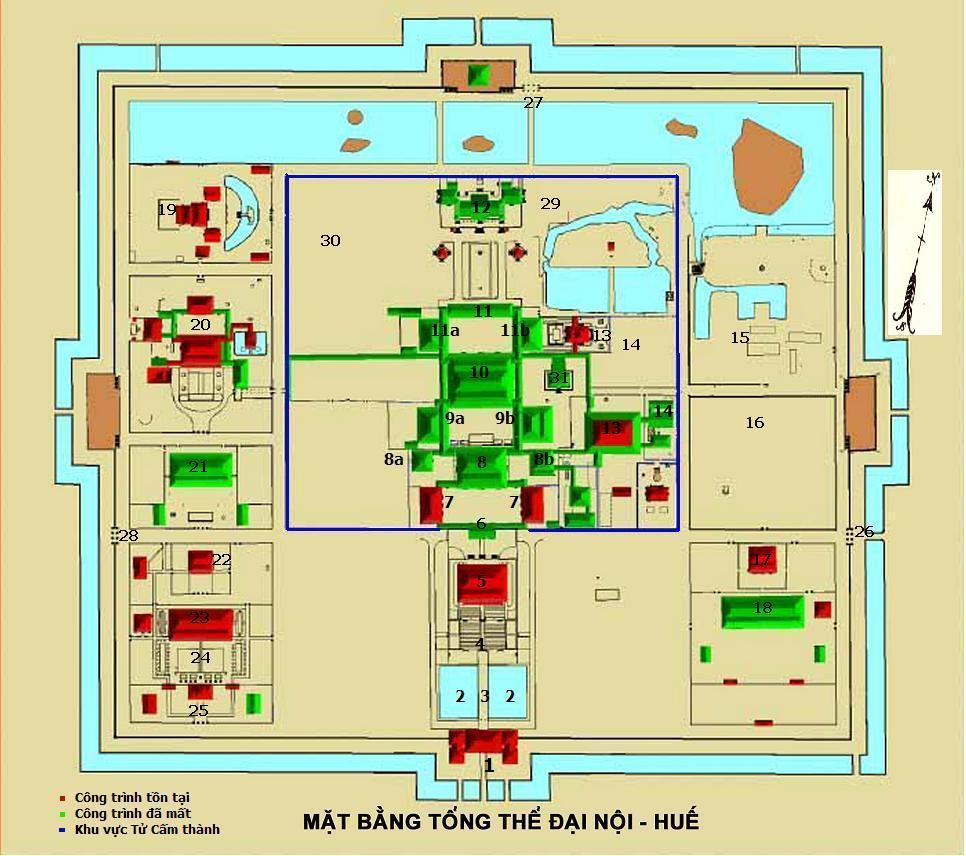
Sơ đồ các công trình trong Hoàng thành Huế: 1. Ngọ Môn 2. Hồ Thái Dịch 3. Cầu Trung Đạo 4. Sân Đại Triều 5. Điện Thái Hoà 6. Đại Cung môn 7. Tả vu, Hữu vu 8. Điện Cần Chánh 8a. Điện Võ Hiển 8b. Điện Văn Minh 9a. Điện Trinh Minh 9b. Điện Quang Minh 10. Điện Càn Thành 11. Điện Khôn Thái 11a. Viện Thuận Huy 11b. Viện Dưỡng Tâm 12. Lầu Kiến Trung 13. Thái Bình Lâu 14. Vườn Ngự Uyển 15. Vườn Cơ Hạ 16.Phủ Nội vụ 17. Triệu Miếu 18. Thái Miếu 19. Cung Trường Sanh 20. Cung Diên Thọ 21. Điện Phụng Tiên 22. Hưng Miếu 23. Thế Miếu 24. Cửu Đỉnh 25. Hiển Lâm Các 26. Cửa Hiển Nhơn 27. Cửa Hoà Bình 28. Cửa Chương Đức 29. Ngự Tiền Văn phòng 30. Lục Viện 31. Điện Minh Thận

Hoàng Thành nằm bên trong Kinh Thành, có chức năng bảo vệ các cung điện quan trọng nhất của triều đình, các miếu thờ tổ tiên nhà Nguyễn và bảo vệ Tử Cấm Thành - nơi dành riêng cho vua và hoàng gia. Hoàng Thành và Tử Cấm Thành thường được gọi chung là Đại Nội.
Các di tích trong hoàng thành gồm:
Ngọ Môn

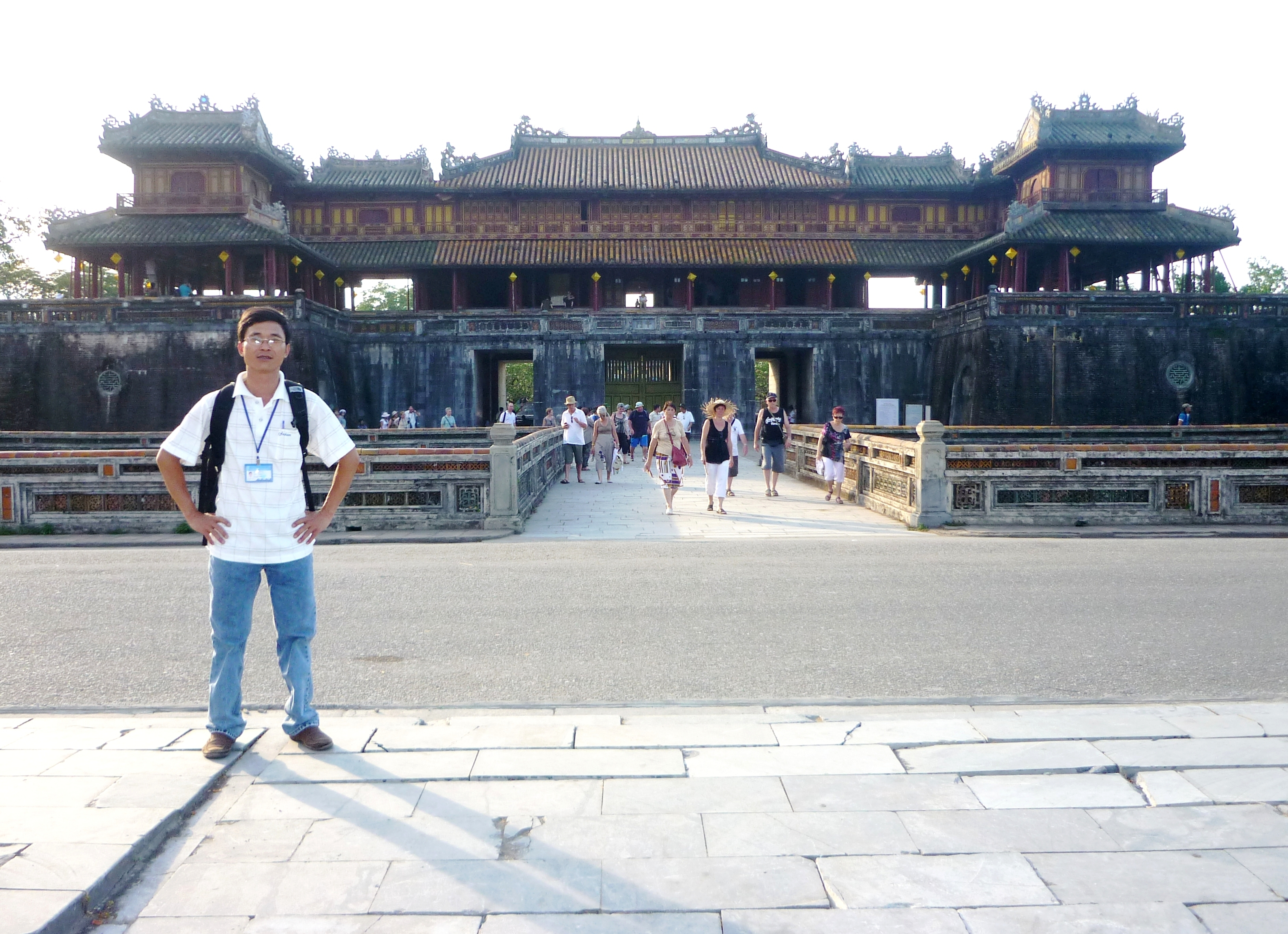
Lầu Ngũ Phụng

Ngọ Môn là cổng chính phía nam của Hoàng thành Huế được xây dựng vào năm Minh Mạng 14 (1833). Ngọ Môn có nghĩa đen là Cổng giữa trưa hay Cổng xoay về hướng Ngọ, là cổng lớn nhất trong 4 cổng chính của Hoàng thành Huế. Về mặt từ nguyên học, "Ngọ Môn" có nghĩa là chiếc cổng xoay mặt về hướng Ngọ, cũng là hướng Nam, theo Dịch học là hướng dành cho bậc vua Chúa.
Điện Thái Hoà và sân Đại Triều Nghi
Điện Thái Hoà là cung điện nằm trong khu vực Đại Nội của kinh thành Huế. Điện cùng với sân chầu là địa điểm được dùng cho các buổi triều nghi quan trọng của triều đình như: lễ Đăng Quang, sinh nhật vua, những buổi đón tiếp sứ thần chính thức và các buổi đại triều được tổ chức 2 lần vào ngày mồng 1 và 15 âm lịch hàng tháng. Trong chế độ phong kiến cung điện này được coi là trung tâm của đất nước. Điện được xây dựng vào năm 1805 thời vua Gia Long. Năm 1833 khi vua Minh Mạng quy hoạch lại hệ thống kiến trúc cung đình ở Đại Nội, trong đó có việc cho dời điện về mé nam và làm lại đồ sộ và lộng lẫy hơn.
Triệu Tổ Miếu
Triệu Tổ miếu còn gọi là Triệu Miếu, được xây dựng năm Gia Long thứ 3 (1804). Miếu này nằm ở phía bắc của Thái Miếu trong hoàng thành Huế, là miếu thờ Nguyễn Kim, thân sinh của chúa Tiên Nguyễn Hoàng.
Hưng Tổ Miếu
Hưng Tổ Miếu còn gọi là Hưng Miếu là ngôi miếu thờ cha mẹ vua Gia Long (ông Nguyễn Phúc Luân (hay Nguyễn Phúc Côn) và bà Nguyễn Thị Hoàn), vị trí ở tây nam Hoàng thành Huế|hoàng thành (cách Thế Miếu chừng 50 mét về phía Bắc).
Thế Tổ Miếu
Thế Tổ Miếu thường gọi là Thế Miếu tọa lạc ở góc tây nam bên trong Hoàng thành Huế, là nơi thờ các vị vua triều Nguyễn. Đây là nơi triều đình đến cúng tế các vị vua quá cố, nữ giới trong triều (kể cả hoàng hậu) không được đến tham dự các cuộc lễ này.
Thái Tổ Miếu
Thái Tổ Miếu còn gọi là Thái Miếu là miếu thờ các vị chúa Nguyễn, từ Nguyễn Hoàng đến Nguyễn Phúc Thuần. Miếu được xây dựng từ năm Gia Long 3 (1804) ở góc đông nam trong Hoàng thành, đối xứng với Thế Tổ Miếu ở phía tây nam.
Cung Diên Thọ
Cung Diên Thọ tên ban đầu là cung Trường Thọ, các tên khác là Từ Thọ, Gia Thọ, Ninh Thọ; được bắt đầu xây dựng năm 1803 để làm nơi sinh hoạt của Hoàng Thái Hậu của triều Nguyễn.
Cung Trường Sanh
Cung Trường Sanh hay Cung Trường Sinh (còn có tên gọi khác là Cung Trường Ninh), được xây dựng vào năm Minh Mạng thứ nhất (1821) ở phía Tây Bắc Hoàng thành với vai trò ban đầu là hoa viên, nơi các vua triều Nguyễn mời mẹ mình đến thăm thú ngoạn cảnh. Về sau cung được chuyển thành nơi ăn ở sinh hoạt của một số bà hoàng thái hậu và thái hoàng thái hậu. Trong thời kỳ rực rỡ nhất, kiến trúc cảnh quan của Cung Trường Sanh được vua Thiệu Trị xếp vào hàng thứ bảy của thắng cảnh đất Thần Kinh.

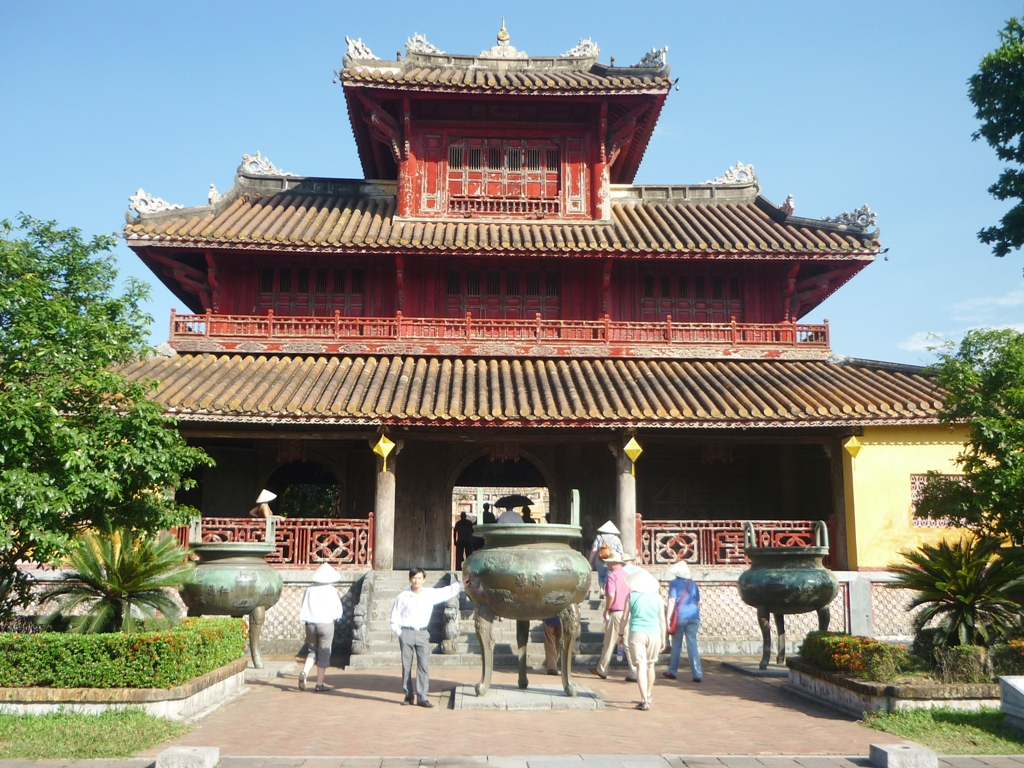
Hiển Lâm Các
Hiển Lâm Các được xây dựng vào năm 1821 và hoàn thành vào năm 1822 thời vua Minh Mạng nằm trong khu vực miếu thờ trong hoàng thành Huế, cao 17m và là công trình kiến trúc cao nhất trong Hoàng Thành. Đây được xem là đài kỷ niệm ghi nhớ công tích của các vua nhà Nguyễn và các quan đại thần có công lớn của triều đại.

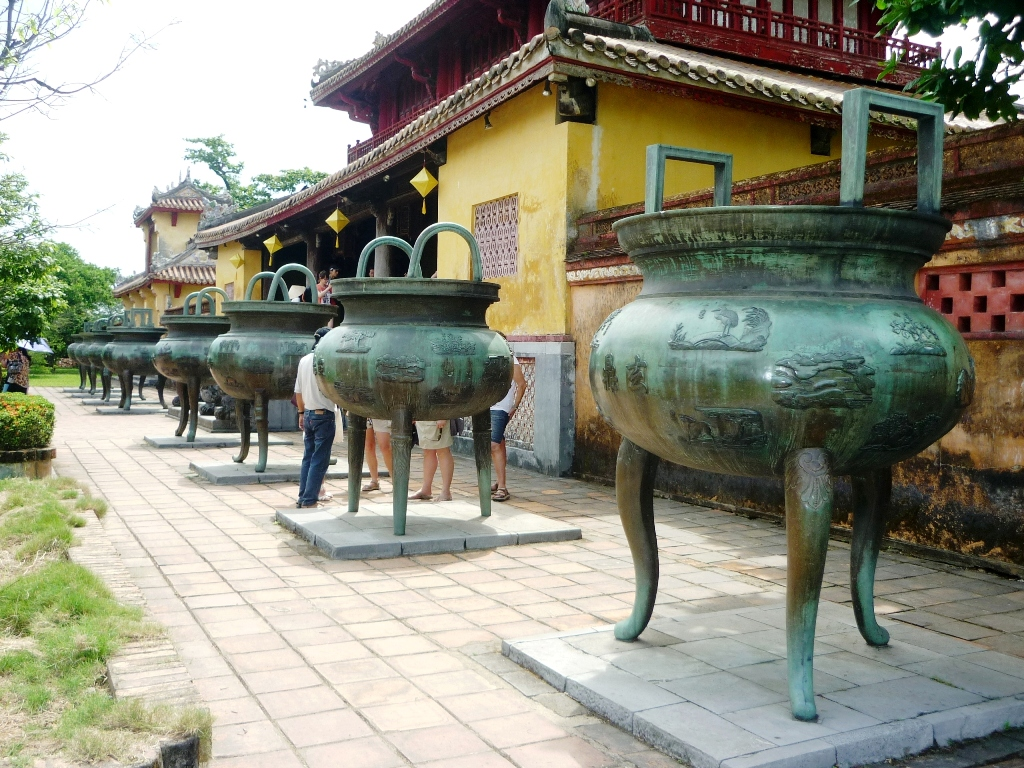
Cửu Đỉnh
Cửu Đỉnh của nhà Nguyễn là chín cái đỉnh bằng đồng đặt ở trước Hiển Lâm Các đối diện với Thế Miếu, phía tây nam Hoàng hành Huế. Tất cả đều được đúc ở Huế vào cuối năm 1835, hoàn thành vào đầu năm 1837. Mỗi đỉnh có một tên riêng ứng với một vị hoàng đế của triều Nguyễn, chúng có trọng lượng khác nhau và hình chạm khắc bên ngoài đỉnh cũng khác nhau. 9 đỉnh đó là: Cao Đỉnh, Nhân Đỉnh, Chương Đỉnh, Anh Đỉnh, Nghị Đỉnh, Thuần Đỉnh, Tuyên Đỉnh, Dụ Đỉnh, và Huyền Đỉnh.
Điện Phụng Tiên
Điện Phụng Tiên là một ngôi điện nằm ở gần cửa Chương Đức, phía trước Cung Diên Thọ, cửa tây của Hoàng Thành được vua Gia Long và vua Minh Mạng xây dựng dùng để thờ cúng các vua triều Nguyễn. Khác với Thế Miếu, điện này tuy cũng thờ các vị vua và hoàng hậu nhà Nguyễn nhưng nữ giới trong triều được phép đến đây cúng tế. Ngoài ra, nó còn là nơi lưu trữ nhiều bảo vật của nhiều đời vua nhà Nguyễn. Tháng 2 năm 1947, toàn bộ điện bị đốt cháy, hiện nay chỉ còn lại cửa Tam Quan và vòng tường thành còn tương đối nguyên vẹn.

### Tử cấm thành
Tử Cấm Thành nguyên gọi là Cung Thành là vòng tường thành thứ ba của Kinh đô Huế, giới hạn khu vực làm việc, ăn ở và sinh hoạt của vua và hoàng gia.
Các di tích trong Tử cấm thành gồm:
Tả Vu và hữu Vu
Tả Vu và Hữu Vu được xây dựng vào đầu thế kỷ 19, và cải tạo vào năm 1899. Tả Vu là toà nhà dành cho các quan văn, còn Hữu Vu là toà nhà dành cho các quan võ; đây là nơi các quan chuẩn bị nghi thức trước khi thiết triều, nơi làm việc của cơ mật viện, nơi tổ chức thi đình và yến tiệc.
Vạc đồng
Tại cố đô Huế hiện còn lưu giữ và trưng bày 15 chiếc vạc đồng là những tác phẩm nghệ thuật thể hiện trình độ kỹ thuật đúc và mỹ thuật tuyệt vời. Trong số đó, 11 chiếc được đúc từ thời các chúa Nguyễn, còn 4 chiếc được đúc vào thời Minh Mạng.
Điện Kiến Trung
Điện Kiến Trung trong Tử Cấm thành (Huế) được vua Khải Định cho xây vào năm 1921-1923 cùng thời gian với xây lăng để làm nơi sinh hoạt của vua trong hoàng cung. Sau này, vua Bảo Đại cho tu sửa lại điện, tân trang các tiện nghi Tây phương và cùng hoàng hậu Nam Phương dọn về ở tại đây.
Điện Cần Chánh
Điện Cần Chánh trong Tử Cấm thành (Huế), được xây dựng năm Gia Long thứ 3 (1804), sau còn được tu bổ nhiều lần. Điện là nơi vua thiết triều, thường tiếp sứ bộ ngoại giao, tổ chức yến tiệc của hoàng gia và triều đình của triều Nguyễn, hiện nay đã trở thành phế tích do bị phá huỷ từ năm 1947.
Thái Bình Lâu
Thái Bình Lâu được vua Khải Định cho xây dựng vào năm 1919, đến năm 1921 thì hoàn thành, là nơi để nhà vua có thể nghỉ ngơi lúc rảnh rỗi, cũng là chỗ để nhà vua đọc sách, viết văn, làm thơ, thư giãn.
Duyệt Thị Đường
Duyệt Thị Đường được xây dựng vào năm Minh Mạng thứ 7 (năm 1826) nằm bên trong Tử Cấm Thành, là một nhà hát dành cho vua, hoàng thân quốc thích, các quan đại thần xem biểu diễn các vở tuồng. Đây được xem là nhà hát cổ nhất của ngành sân khấu Việt Nam. Từ năm 2004, Duyệt Thị Đường được Trung tâm bảo tàng di tích cố đô Huế khôi phục và đưa vào hoạt động biểu diên nhã nhạc cung đình Huế phục vụ khách du lịch.

## Các di tích ngoài kinh thành

### Lăng tẩm

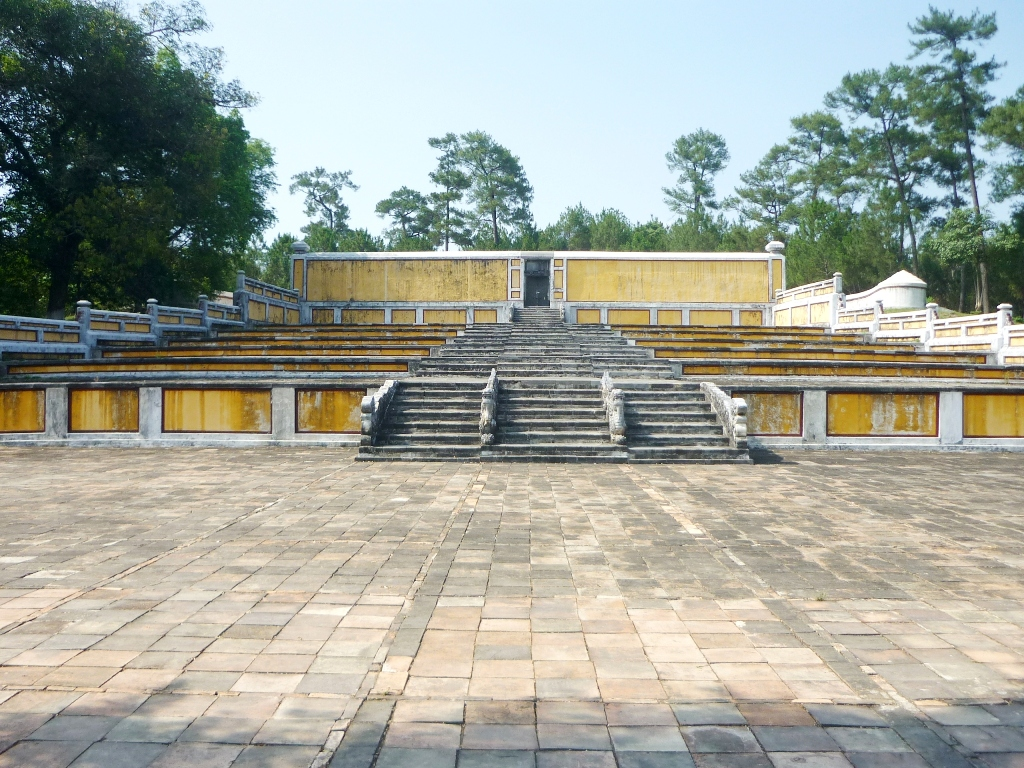
Lăng Gia Long
Lăng Gia Long còn gọi là Thiên Thọ Lăng bắt đầu được xây dựng từ năm 1814 và đến năm 1820 mới hoàn tất. Lăng thực ra là một quần thể nhiều lăng tẩm trong hoàng quyến. Toàn bộ khu lăng này là một quần sơn với 42 đồi, núi lớn nhỏ, trong đó có Đại Thiên Thọ là ngọn núi lớn nhất được chọn làm tiền án của lăng và là tên gọi của cả quần sơn này.

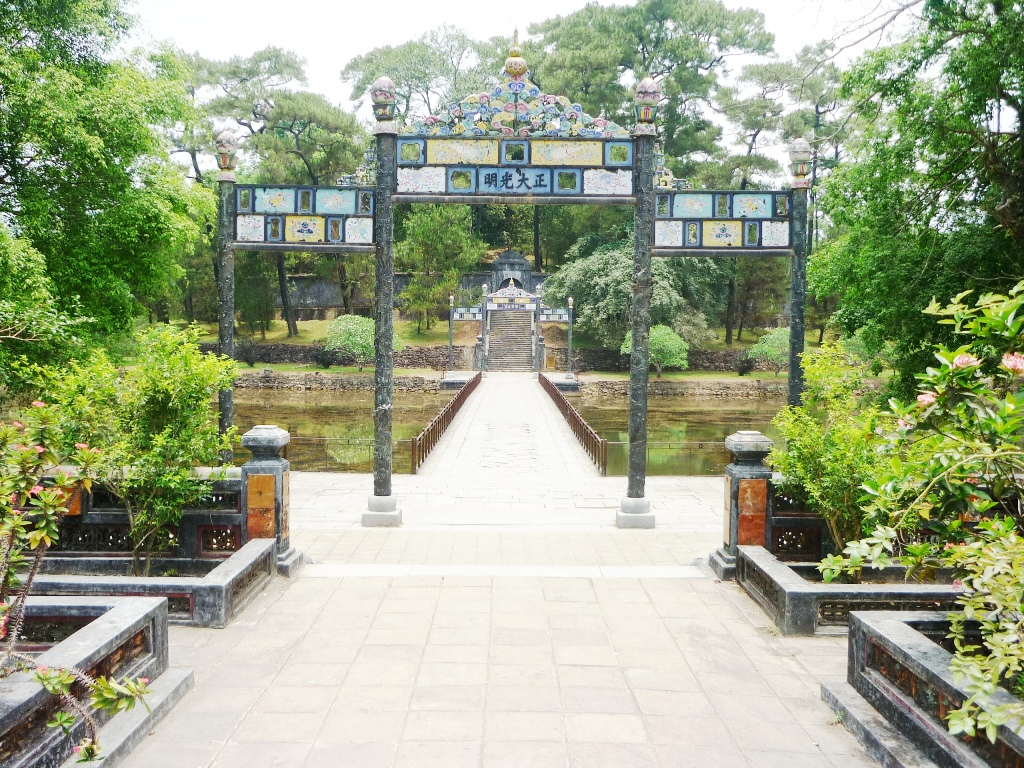
Lăng Minh Mạng
Lăng Minh Mạng còn gọi là Hiếu lăng do vua Thiệu Trị cho xây dựng từ năm 1840 đến năm 1843 để chôn cất vua cha Minh Mạng. Lăng nằm trên núi Cẩm Khê, gần ngã ba Bằng Lãng là nơi hội lưu của hai dòng Hữu Trạch và Tả Trạch hợp thành sông Hương, cách cố đô Huế 12 km.

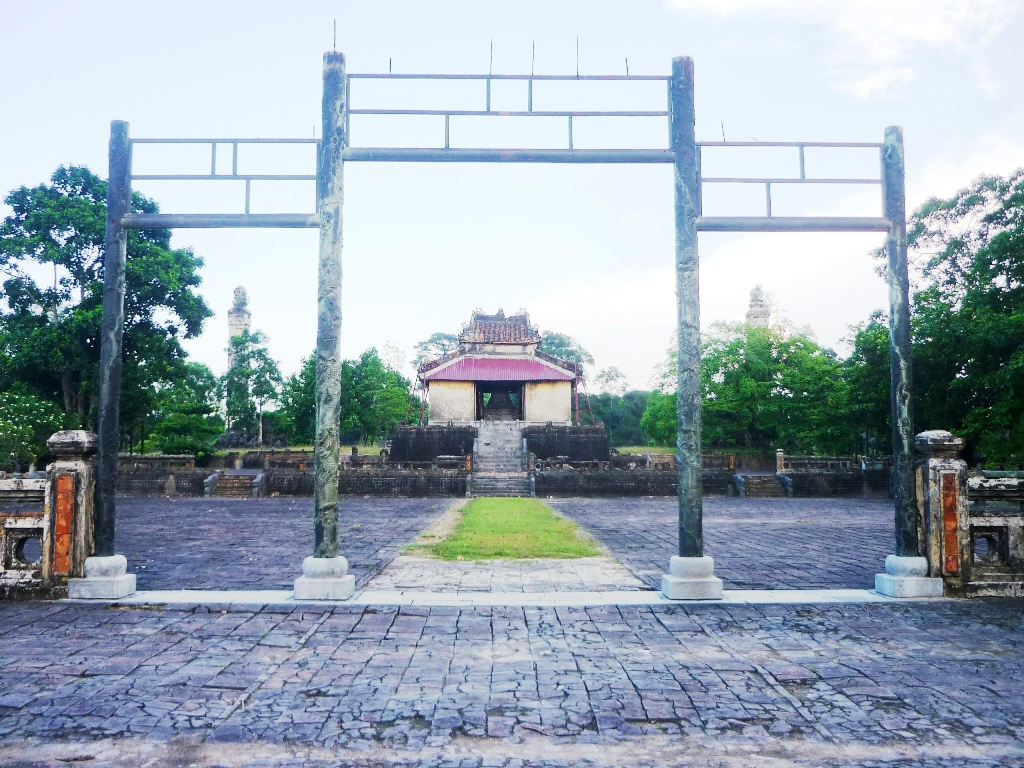
Lăng Thiệu Trị
Lăng Thiệu Trị còn gọi là Xương Lăng nằm ở địa phận thôn Cư Chánh, xã Thủy Bằng, thành phố Huế. Được vua Tự Đức cho xây dựng vào năm 1847 để chôn cất vua cha Thiệu Trị. là nơi chôn cất hoàng đế Thiệu Trị. So với lăng tẩm các vua tiền nhiệm và kế vị, lăng Thiệu Trị có những nét riêng. Đây là lăng duy nhất quay mặt về hướng Tây Bắc, một hướng ít được dùng trong kiến trúc cung điện và lăng tẩm thời Nguyễn.
Lăng Tự Đức
Lăng Tự Đức được chính vua Tự Đức cho xây dựng khi còn tại vị, là một quần thể công trình kiến trúc, trong đó có nơi chôn cất vua Tự Đức tọa lạc trong một thung lũng hẹp thuộc làng Dương Xuân Thượng, tổng Cư Chánh (cũ), nay là thôn Thượng Ba, phường Thủy Xuân, thành phố Huế. Lúc mới xây dựng, lăng có tên là Vạn Niên Cơ, sau cuộc nổi loạn Chày Vôi, Tự Đức bèn đổi tên thành Khiêm Cung. Sau khi Tự Đức mất, lăng được đổi tên thành Khiêm Lăng. Lăng có kiến trúc cầu kỳ, phong cảnh sơn thủy hữu tình và là một trong những lăng tẩm đẹp nhất của vua chúa nhà Nguyễn.
Lăng Đồng Khánh
Lăng Đồng Khánh còn gọi là Tư Lăng tọa lạc giữa một vùng quê thuộc làng Cư Sĩ, xã Dương Xuân ngày trước (nay là thôn Thượng Hai, phường Thủy Xuân, thành phố Huế). Nguyên trước đây là Điện Truy Tư được vua Đồng Khánh xây dựng để thờ cha mình là Kiên Thái Vương. Khi Đồng Khánh mắc bệnh và đột ngột qua đời. Vua Thành Thái (1889-1907) kế vị trong bối cảnh đất nước gặp nhiều khó khăn, kinh tế suy kiệt nên không thể xây cất lăng tẩm quy củ cho vua tiền nhiệm, đành lấy điện Truy Tư đổi làm Ngưng Hy để thờ vua Đồng Khánh.
Lăng Dục Đức
Lăng Dục Đức tên chữ An Lăng tọa lạc tại thôn Tây Nhất, làng An Cựu, xưa thuộc huyện Hương Thủy, nay thuộc phường An Cựu, thành phố Huế, cách trung tâm thành phố chưa đầy 2 km; là nơi an táng của 3 vua nhà Nguyễn: Dục Đức, Thành Thái và Duy Tân. Dục Đức lên ngôi năm 1883 được 3 ngày thì bị phế trất và mất, sau này con ông là vua Thành Thái (lên ngôi năm 1889) cho xây lăng để thờ cha đặt tên là An Lăng. Năm 1954, khi vua Thành Thái mất, thi hài được đưa về chôn tại địa điểm hiện nay trong khu vực An Lăng và được thờ ở ngôi điện Long Ân. Năm 1987, hài cốt vua Duy Tân được đưa về an táng cạnh lăng Thành Thái.

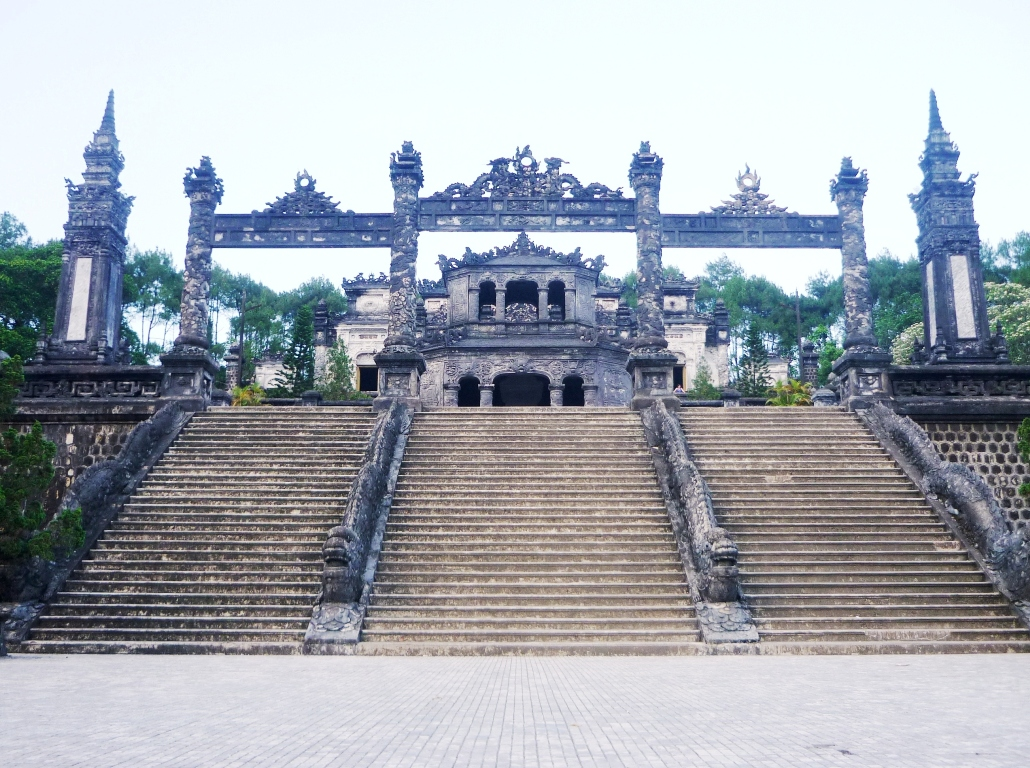
Lăng Khải Định
Lăng Khải Định còn gọi là Ứng Lăng toạ lạc trên triền núi Châu Chữ (còn gọi là Châu Ê) bên ngoài kinh thành Huế là lăng mộ của vua Khải Định, vị vua thứ 12 của triều Nguyễn. Lăng được xây dựng từ năm 1920 ngay sau khi Khải Định lên ngôi. Về kiến trúc lăng Khải Định được người đời sau thường đặt ra ngoài dòng kiến trúc truyền thống thời Nguyễn bởi sự pha trộn kiến trúc Đông Tây Kim Cổ lạ thường, với các tác phẩm nghệ thuật ghép tranh sành sứ độc đáo.

### Các di tích khác
Trấn Bình đài
Trấn Bình đài nằm ở vị trí Đông Bắc kinh thành Huế bên ngoài cửa Trấn Bình được xây dựng năm Gia Long thứ 4 (1805), lúc đầu gọi là đài Thái Bình, đến năm Minh Mạng thứ 13 (1832) đổi thành Trấn Bình đài, dân gian gọi là đồn Mang Cá. Đây là cái pháo đài thứ 25 của Kinh thành Huế, một thành phụ của Kinh thành, cách thành chính chỉ một đoạn hào chung.
Phu Văn Lâu
Phu Văn Lâu nằm trên trục chính của Hoàng thành Huế phía trước Kỳ Đài, được xây dựng vào năm 1819 dưới thời vua Gia Long, dùng làm nơi niêm yết những chỉ dụ quan trọng của nhà vua và triều đình, hoặc kết quả các kỳ thi do triều đình tổ chức. Năm 1829, vua Minh Mạng dùng nơi đây làm địa điểm tổ chức cuộc đấu giữa voi và hổ, năm 1830 ông lại tổ chức cuộc vui chơi yến tiệc suốt 3 ngày để mừng sinh nhật của mình.
Tòa Thương Bạc
Tòa Thương Bạc tọa lạc bên bờ Nam sông Hương, bên ngoài cổng Thượng Tứ được vua Tự Đức cho xây dựng năm 1936, tại vị trí hiện nay, cách vị trí Thương Bạc Viện cũ khoảng 100m để ghi nhớ di tích Thương Bạc Viện. Đây là trụ sở để đón tiếp các sứ thần nước ngoài. Công trình này được xây bằng vật liệu mới như xi măng, sắt thép; mặt nền hình bát giác, mái chia 2 tầng lợp ngói lưu ly, cấu trúc thanh nhã, hài hòa với cảnh vật xung quanh.
Văn miếu
Văn Miếu còn gọi là Văn Thánh Miếu là nơi thờ Khổng Tử và dựng bia tiến sĩ. Miếu được chính thức xây dựng vào năm 1808 dưới triều vua Gia Long và có quy mô uy nghi đồ sộ, nằm bên bờ sông Hương, thuộc địa phận thôn An Bình, làng An Ninh, phía Tây Kinh thành Huế.
Võ Miếu
Võ Miếu hay Võ Thánh miếu tại Huế được khởi công xây dựng từ tháng 9 năm Ất Mùi (1835) thời Minh Mạng tại làng An Ninh thuộc huyện Hương Trà, phía bên trái Văn Miếu, trước mặt là sông Hương. Đây là nơi thờ phụng và ghi danh những danh tướng Việt Nam, những tiến sĩ đỗ trong 3 khoa thi võ dưới triều Nguyễn, đây còn là nơi thờ một số danh tướng Trung Quốc.
Đàn Nam Giao
Đàn Nam Giao triều Nguyễn được xây dựng vào năm 1803, đặt tại làng An Ninh, thời vua Gia Long. Năm 1806, đàn được dời về phía nam của kinh thành Huế, trên một quả đồi lớn thuộc làng Dương Xuân, nay thuộc địa phận phường Trường An, thành phố Huế. Đây là nơi các vua Nguyễn tế trời.

#### Đàn Sơn Xuyên
Đàn là một đàn tế được xây dựng vào năm Minh Mạng thứ 21 (1840) ở Huế. Đây là nơi cúng tế toàn bộ thần núi, thần sông của đất Thừa Thiên xưa, và là đàn tế thần sông núi duy nhất còn lại của Việt Nam.
Hổ Quyển
Hổ Quyền còn đọc là Hổ Khuyên tọa lạc tại địa phận thôn Trường Đá, phường Thủy Biều, thành phố Huế; được xây dựng năm Minh Mạng thứ 11 (1830), là một chuồng nuôi hổ và là một đấu trường độc đáo. Dưới triều Nguyễn đây là đấu trường của những cuộc tử chiến giữa voi và hổ nhằm tế thần trong ngày hội và phục vụ nhu cầu giải trí tiêu khiển cho vua, quan lại và người dân.
Điện Voi Ré
Điện Voi Ré nằm cách trung tâm thành phố Huế khoảng 5 km về phía Tây-Nam, cách Hổ Quyền khoảng 400m, trên địa phận thôn Trường Đá thuộc xã Thủy Biều, thành phố Huế. Tương truyền, dưới thời Trịnh - Nguyễn phân tranh, nhân dân địa phương đã làm lễ an táng, xây mộ cho một con voi của một dũng tướng chết trận, gọi là mộ Voi Ré. Sau khi lên ngôi, vua Gia Long đã cho xây dựng bên cạnh mộ con voi một ngôi điện thờ với tên gọi là Long Châu Miếu để thờ các vị thần bảo vệ và miếu thờ bốn con voi dũng cảm nhất trong chiến trận của triều Nguyễn. Từ truyền thuyết và sự kiện lịch sử như vậy, dân gian quen gọi ngôi miếu này là điện Voi Ré.
Điện Hòn Chén
Điện Hòn Chén tọa lạc trên núi Ngọc Trản, thuộc làng Ngọc Hồ, phường Hương Hồ, thành phố Huế. Núi Ngọc Trản xưa có tên là Hương Uyển Sơn, sau mới đổi tên là Ngọc Trản (có nghĩa là chén ngọc), dân gian vẫn quen gọi là Hòn Chén vì nó ngay ngắn tròn trĩnh như hình chén úp. Cũng vì vậy, người ta quen gọi ngôi điện thờ Thánh mẫu tọa lạc giữa lưng chừng núi là điện Hòn Chén. Điện Hòn Chén là nơi ngày xưa người Chàm thờ nữ thần PoNagar, sau đó người Việt theo Thiên Tiên Thánh Giáo tiếp tục thờ bà dưới xưng Thánh Mẫu Thiên Y A Na.

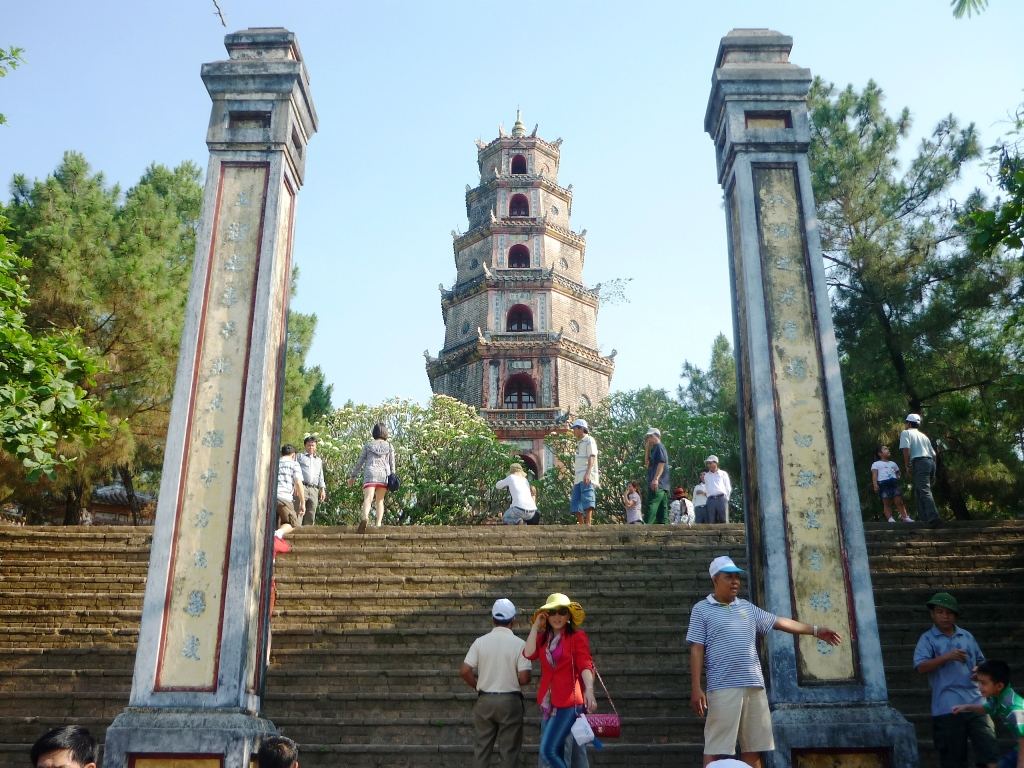
Chùa Thiên Mụ
Chùa Thiên Mụ là một ngôi chùa nằm trên đồi Hà Khê, tả ngạn sông Hương, cách trung tâm thành phố Huế khoảng 5 km về phía tây. Chùa Thiên Mụ chính thức khởi lập năm Tân Sửu (1601), đời chúa Tiên Nguyễn Hoàng vị chúa Nguyễn đầu tiên ở Đàng Trong. Đây có thể nói là ngôi chùa cổ nhất của Huế.
Trấn Hải Thành
Trấn Hải Thành (Thành trấn giữ mặt biển) là một thành lũy dùng để bảo vệ kinh đô triều Nguyễn được xây dựng ở cửa ngỏ Phía Đông kinh thành Huế, cách đó 10 km đường sông và 13 km đường bộ. Cửa biển này người ta gọi là yêu Hải Môn - hay Cửa Eo (Cửa Lấp). Năm 1813, Gia Long cho xây dựng Trấn Hải Đài và đổi tên Cửa Eo thành Cửa Thuận An. Đến năm 1834, vua Minh Mạng cho đổi tên Trấn Hải đài ra Trấn Hải thành.
Nghênh Lương Đình
Nghênh Lương Đình hay Nghênh Lương Tạ là một công trình nằm trên trục dọc từ Kỳ đài ra đến Phu Văn Lâu được xây dựng dưới triều vua Tự Đức thứ 5 (1852), dùng làm nơi nghỉ chân của nhà vua trước khi đi xuống bến sông để lên thuyền rồng hoặc làm nơi hóng mát.
Cung An Định
Cung An Định tọa lạc bên bờ sông An Cựu, xưa thuộc phường Đệ Bát - Thị xã Huế, nay tại số 97 đường Phan Đình Phùng, Thành phố Huế, là cung điện riêng của vua Khải Định từ khi còn là thái tử đến khi làm vua, sau này được Vĩnh Thuỵ thừa kế và từng sống ở đây sau khi thoái vị.